# ジュール・ジャマン

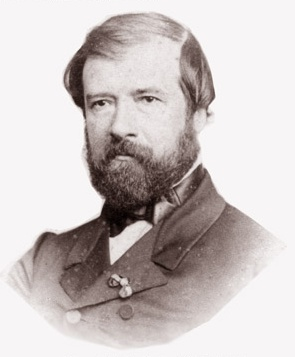
Jules Célestin Jamin

ジュール・セレスティン・ジャマン（Jules Célestin Jamin、1818年5月30日 - 1886年2月12日）はフランスの物理学者である。光学の分野でジャマン干渉計で知られる。
アルデンヌ県のTermesで生まれた。1852年からエコール・ポリテクニークの教授、1863年からソルボンヌ大学の教授を務めた。1868年にフランス科学アカデミーの会員となり、1882年にはアカデミー会長を務めた。
1858年にランフォード・メダルを受賞した。ギュスターヴ・エッフェルが選んでエッフェル塔の展望台の壁に名前が刻まれた、72人のフランス科学者の1人である。